# فرط تنسج الخلايا العصبية الصماوية المنتشر مجهول السبب
فرط تنسج الخلايا العصبية الصماوية المنتشر مجهول السبب هو مرض رئوي برنشيمي منتشر يتميز غالبًا بأعراض السعال وضيق النفس. نشرت منظمة الصحة العالمية تعريفًا خاصًا بهذا المرض وهو «تكاثر معمم لخلايا مفردة متناثرة، أو عقيدات صغيرة (أجسام عصبية صماوية)، أو تكاثر خطي لخلايا عصبية صماوية رئوية قد تكون محصورة في ظهارة الشعب الهوائية أو القصيبات». الانتشار الحقيقي لهذا المرض غير معروف حاليًا. حتى الآن، أُبلغ عن أقل من 200 حالة في الأدبيات. مع ذلك، مع زيادة كشف هذا المرض من قبل أطباء الأشعة وأخصائيي أمراض الرئة، أخذ عدد الحالات المسجلة في الازدياد. يؤثر فرط تنسج الخلايا العصبية الصماوية المنتشر مجهول السبب بشكل أساسي على النساء في منتصف العمر المصابات بانسداد رئوي بطيء الترقي. عادةً ما يتم كشف هذا المرض بإحدى طريقتين: 1) نتيجة غير متوقعة بعد جراحة في الرئة؛ أو 2) تقييم حالة مريض يعاني من أعراض غير مبررة طويلة الأمد في عيادة أخصائي أمراض الرئة.

## العلامات والأعراض
20% من مرضى فرط تنسج الخلايا العصبية الصماوية المنتشر مجهول السبب يأتون إلى العيادة لأول مرة دون أعراض. تشمل الأعراض الأكثر شيوعًا:
- سعال مزمن
- ضيق في النفس أو زلة تنفسية عند ممارسة الرياضة أو الإرهاق
- أزيز (أقل تواترًا)
- نفث الدم (نادر)

قد تكون الأعراض موجودة لعدة سنوات قبل التشخيص وغالبًا ما تُعزى إلى حالات رئوية أخرى. غالبًا ما يُشخص مرضى فرط تنسج الخلايا العصبية الصماوية المنتشر مجهول السبب بشكل خاطئ بالربو أو داء الانسداد الرئوي المزمن.

## التشخيص
عادةً ما يكون المعيار الرئيسي للتشخيص هو الخزعة الجراحية. اقتُرحت معايير تشخيص ثانوية لفرط تنسج الخلايا العصبية الصماوية المنتشر مجهول السبب.
- العرض السريري: امرأة، بين سن الـ45-67 تعاني من سعال و/أو ضيق في النفس منذ 5-10 سنوات
- وظيفة الرئة: زيادة الحجم المتبقي في الرئة، وزيادة سعة الرئة الكلية، ووجود انسداد ثابت، وانخفاض سعة انتشار أحادي أكسيد الكربون
- التصوير المقطعي المحوسب عالي الدقة: ظهور عقيدات رئوية منتشرة 4-10 مم، أكثر من 20 عقيدة، وتوهين فسيفسائي في الصورة أو احتباس الهواء في أكثر من 50% من الرئة
- خزعة عبر القصبات: انتشار الخلايا العصبية الصماوية الرئوية
- واسمات مصلية: ارتفاع مستويات كروموغرانين إيه في المصل

## العلاج
حتى الآن، لم تكن هناك تجارب سريرية لتحديد العلاج الفعال لهذا المرض. تم علاج بعض المرضى بمشابهات السوماتوستاتين. رغم أن السعال المرتبط بفرط تنسج الخلايا العصبية الصماوية المنتشر مجهول السبب قد يتراجع مع هذا العلاج، لم يظهر أي تحسن واضح في وظيفة الرئة. هناك أيضًا تقارير عن علاج الأعراض باستخدام ناهضات بيتا طويلة وقصيرة المفعول. رغم استخدام الستيرويدات الأيضًا، عن طريق الفم أو الاستنشاق، في علاج فرط تنسج الخلايا العصبية الصماوية المنتشر مجهول السبب، لم يبد استخدامها تحسنًا واضحًا.
ليس من النادر أن تنشأ أورام سرطاوية نمطية لدى مرضى فرط تنسج الخلايا العصبية الصماوية المنتشر مجهول السبب. بسبب وجود هذه الأورام، صُنف المرض على أنه حالة محتملة الخباثة. رغم وجود تقارير حول وجود أورام سرطاوية غير نمطية مع إصابة العقد الليمفاوية المجاورة، لا توجد تقارير حول أورام عصبية صماوية أكثر عدوانية، مثل السرطان العصبي الصماوي كبير الخلايا أو سرطان الرئة صغير الخلايا، مرتبطة بفرط تنسج الخلايا العصبية الصماوية المنتشر مجهول السبب. عندما تشُخص الأورام السرطاوية القصبية المعزولة، توصي إرشادات علم الأورام بالاستئصال الجراحي وأخذ عينات من العقد الليمفاوية. مع ذلك، نظرًا لاحتمال تطور العديد من الأورام السرطاوية لدى المصابين بهذا المرض، غالبًا ما يُنظر في نهج أكثر تحفظًا لاستعادة وظائف الرئة.